# Zachery Schubert
Zachery Timothy Schubert (Loxton, 23 de dezembro de 1995) é um  jogador de vôlei de praia australiano, medalhista de bronze no Campeonato Asiático de 2020 na Tailândia e de ouro em 2023 na China.

## Carreira
Em 2013, formou dupla com Malachi Murch e competiram no Campeonato Mundial Sub-19 em Porto, finalizaram em décimo sétimo lugar, no ano de 2014, estava com Maximilian Guehrer na edição do Campeonato Mundial Sub-21 em Lárnaca, finalizaram no trigésimo oitavo lugar.
Em 2015, jogou com Hamish Moore a etapa nacional em Surfers Paradise e terminaram em quinto, e com Maximilian Guehrer disputou as etapas do circuito asiático em Nakhon Si Thammarat e Songkhla, terminando em ambas na vigésima quinta colocação.No ano de 2016, ao lado de Maximilian Guehrer, terminou no circuito australiano na quinta posição na etapa de Glenelg, quarto lugar em Surfers Paradise, além dos terceiros lugares em Scarborough e Manly; e disputou na edição do Campeonato Asiático de 2016 em Sydney ao lado de Casey Grice e finalizaram na nona posição.Com Maximilian Guehrer terminou na décima terceria posição no Campeonato Mundial Universitário de Voleibol de Praia de 2016 em Pärnu.
Estreou no Circuito Mundial em 2016 ao lado de Cole Durant e disputaram o Major Series de Klagenfurt e juntos terminaram em quarto lugar na etapa de Liubliana pelo circuito esloveno.Na temporada de 2017, estiveram juntos no circuito mundial, foram vice-campeões no torneio uma estrela de Shepparton, disputaram juntos a edição do Campeonato Asiático de 2017 em Songkhla e finalizaram na nona posição, terminaram ainda em terceiro lugar na etapa de Olten pelo circuito suíço, ainda na temporada do circuito asiático esteve ao lado de Joshua Court.
Iniciou 2018, com Cole Durant alcançando no circuito mundial o vigésimo quinto lugar no torneio quatro estrelas de Haia e o bronze no torneio uma estrela em Shepparton, deu continuidade ao lado de Timothy Dickson e obtiveram o quarto lugar no torneio uma estrela em Satun, mudou de parceria novamente, e esteve com Christopher McHugh nos torneios três estrelas de Haiyang e Tóquio, e disputaram o Campeonato Asiático de 2018 em Satun e finalizaram na décima sétima posição. 
Em 2019, esteve novamente com Christopher McHugh, venceram as etapas nacionais de Glenelg, Thompson Beach e Manly, obtiveram o bronze na etapa de Locarno e o sétimo lugar em Zurique pelo circuito suíço, depois, esteve atuando com Damien Schumann no torneio cinco estrelas de Gstaad pelo circuito mundial. Retomou ainda nesta temporada a parceria com Maximilian Guehrer conquistaram o nono lugar no torneio quatro estrelas de Espinho. Em 2020, ao lado de Maximilian Guehrer conquistou a medalha de bronze no Campeonato Asiático de 2020 em Udon Thanie ficaram em segundo lugar na Continental Cup em Mount Maunganui.   
Na jornada de 2021, prosseguiu com Maximilian Guehrer no circuito australiano, sendo vice-campeões em Thompsons Beach e Coolangatta Beach, ainda foram terceiros colocados em Glenelg e Manly, foram campeões na fase semifinal e final da Continental Cup na Tailândia. No ano seguinte,  no circuito mundial, no Future de Rodes esteve com Thomas Hodges obtendo o nono lugar e depois o vice-campeonato no Future de Cervia e o bronze no Future de Liubliana; ainda disputaram a etapa de Kolobrzeg no circuito polonês e conquistaram o título, repetindo o feito na etapa de Matsuyama pelo circuito japonês, e também na etapa de Samila do Circuito Asiático, obtendo vice-campeonato na etapa de Bandar Abbas e o quinto lugar no Campeonato Asiático nesta mesma cidade, disputaram o Challenge de Torquay,finalizaram em quinto e no Elite 16 desta mesma cidade chegaram a medalha de prata.
Na jornada de 2023, esteve com Thomas Hodges na conquista do ouro no Challenge de Jūrmala e na edição do Campeonato Asiático de 2023 em Fuzhou;juntos disputaram a edição do Campeonato Mundial de Vôlei de Praia de 2023 nas cidades mexicanas de Tlaxcala de Xicohténcatl,  Apizaco e Huamantla terminaram em nono lugar.Ainda no circuito mundial, conquistaram o bronze no Challenge Haikou e o vice-campeonato no Challenge Nuvali.

## Títulos e resultados
- Challenge de Jūrmala do Circuito Mundial de Vôlei de Praia de 2023
- Challenge de Nuvali do Circuito Mundial de Vôlei de Praia de 2023
- Elite 16 de Torquay do Circuito Mundial de Vôlei de Praia de 2022
- Future de Cervia do Circuito Mundial de Vôlei de Praia de 2022
- Challenge de Haikou do Circuito Mundial de Vôlei de Praia de 2023
- Future de Liubliana do Circuito Mundial de Vôlei de Praia de 2022
- Future de Coolangatta do Circuito Mundial de Vôlei de Praia de 2022
- 1* de Shepparton do Circuito Mundial de Vôlei de Praia de 2017
- 1* de Shepparton do Circuito Mundial de Vôlei de Praia de 2018
- 1* de Satun do Circuito Mundial de Vôlei de Praia de 2018